# Yaruro
Los Yaruro o Pumé son un grupo indígena que habita en Venezuela, cerca del río Orinoco, en 42 comunidades en las riberas y zonas interfluviales de los ríos Arauca, Cunaviche, Capanaparo, Riecito y Meta y, en menor cantidad, en algunos centros urbanos cercanos. Algunas familias viven en Colombia, 136 personas, 61 en la comunidad del resguardo indígena de caño Mochuelo, Casanare. Se estima que actualmente son unas 10 000 personas. 
Viven de la caza, recolección de productos silvestres, pesca, agricultura, artesanía y labores pagadas de diversos tipos. Tienen un idioma y religión propios, aunque algunos se han convertido al cristianismo. 